# الحزب الليبرالي (المملكة المتحدة)
الحزب الليبرالي (بالإنجليزية: Liberal Party)‏ في المملكة المتحدة (1859-1988) كان أحد الحزبين الرئيسيين في بريطانيا منذ منتصف القرن التاسع عشر حتى بروز حزب العمال في عشرينيات القرن العشرين. استمر الحزب حتى عام 1988 حين أُعلن دمجه مع الحزب الديمقراطي الاجتماعي (SDP) مكونين لما بات يعرف بالديمقراطيين الليبراليين.
نشأ الحزب في حالة مخاض كانت تشهدها الساحة السياسية البريطانية عام 1832، حيث أصبح الليبراليون والراديكاليون ينافسون الحزب الأرستوقراطي الأهم شأنا آنذاك.
وقد أدى انقسام في صفوف المحافظين إلى انتقال العديد إلى صفوف الليبراليين، فظهر ما كان يسمى بالحزب الليبرالي في منتصف القرن التاسع عشر.
وبعد انتخابات 1868، شكل وليام غلادستون الحكومة التي دعمت نفوذ الليبراليين كقوة برلمانية بارزة.
ورغم الانقسام حول حكم إيرلندا عام 1886، واصل الليبراليون مسيرتهم السياسية إلى جانب المحافظين حتى الحرب العالمية الأولى، لكن الخلافات والانقسامات التي عانوا منها وقت السلام مكنت حزب العمال من النمو ليمثل المعارضة بشكل رسمي.